# Chleuh
Gli chleuh (in berbero: ⵉⵛⵍⵃⵉⵢⵏ,  ichelḥiyen; in arabo الشلوح‎?, šluḥ o shluh; in francese chleuh; in inglese shilha o ishelhien), definiti in italiano anche scelocchi, sono un gruppo etnico berbero. Sono distribuiti principalmente in Marocco, soprattutto sulle montagne dell'Atlante e nella regione di Sous. La popolazione chleuh è stimata a circa 8.000.000 di individui.

## Religione
La maggior parte dei chleuh praticano la religione musulmana. La religione musulmana fu portata nella regione di Sous nel 683, quando il Marocco venne conquistato dalle truppe di ʿUqba b. Nāfiʿ qualche anno dopo la morte di Maometto.

## Lingua
I chleuh parlano la lingua tashelhit una delle tre lingue berbere parlate in Marocco, insieme a tamazight e tarifit. Come tutte le varianti del berbero parlate in Tamazgha anch'essa appartiene alla famiglia linguistica afroasiatica. Considerata la lingua berbera col maggior numero di parlanti, la lingua tashelhit possiede una ricca tradizione letteraria orale e scritta, risalente fino al XV secolo. Il suo esponente più noto è stato il poeta Muhammad Awzal.
Secondo stime linguistiche, il numero di parlanti Tashelhit in Marocco si aggira intorno ai 7–8 milioni di persone, residenti principalmente nelle regioni del Souss, dell’Alto Atlante sud-occidentale e dell’Anti Atlante. Questi rappresentano la gran parte della popolazione chleuh nel Paese, escludendo la diaspora all’estero. Si stima che la diaspora chleuh nel mondo conti circa 1–1,5 milioni di persone, con concentrazioni significative in Francia, Belgio, Paesi Bassi e Spagna, oltre a comunità minori in Italia, Germania, Canada e Stati Uniti. La lingua tachelhit è ancora parlata da molte famiglie, specialmente tra le prime generazioni.